# Cantagiro 1992
La terza edizione del terzo ciclo del Nuovo Cantagiro organizzato da Ezio Radaelli si svolge dal 31 maggio al 30 agosto 1992.
La manifestazione prende il via domenica 31 maggio da Sorrento e viene trasmessa ogni settimana in diretta su Rai 2 e StereoRai alle 17,30 e alle 20,30. Il programma pomeridiano, condotto da Gianfranco Agus e Laura Fontana, ospita giochi, interviste e servizi sulle località in cui si svolge la tappa più gli artisti partecipanti alla sezione "Nuovi Talenti"; la serata è dedicata ai Big e viene presentata da Mara Venier, Gino Rivieccio e il dj Fiorello.
Big e Giovani sono a loro volta divisi in due gironi, che si alternano nelle prime sei tappe nelle eliminatorie. Solo 14 Big e 12 Giovani accedono alla fase finale, articolata in otto settimane. Da rilevare che solo 12 dei 14 Big completarono il proprio percorso, viste le defezioni dei Nomadi e Mia Martini in corso d'opera.
Ogni Big deve portare in gara tre canzoni: due contenute nell'ultimo album, una tratta dal proprio repertorio. Per i Giovani previsti due brani in gara.
Eliminata la formula del tandem dell'anno precedente (che vide la vittoria di Paola Turci e i Tazenda), la regia è di Francesco Manente e l'angolo di StereoRai viene animato da Miriam Fecchi.
La gara nella sezione Big vede la vittoria agevole di Aleandro Baldi, già vincitore della sezione Nuove Proposte del Festival di Sanremo 1992.
Nella sezione Giovani vince Cliò.

## Partecipanti

### Sezione Big - Fase eliminatoria
| Girone A            | Girone B          |
| ------------------- | ----------------- |
| Aleandro Baldi      | Francesca Alotta  |
| Lena Biolcati       | Biagio Antonacci  |
| Marco Carena        | Patrizia Bulgari  |
| Mimmo Cavallo       | Sergio Caputo     |
| Cristiano De Andrè  | Franz Di Cioccio  |
| Franco Fasano       | Irene Fargo       |
| Ricky Gianco        | Marco Ferradini   |
| Matia Bazar         | Fiordaliso        |
| Pietra Montecorvino | Mimmo Locasciulli |
| Mariella Nava       | Mia Martini       |
| New Trolls          | Nada              |
| Michele Zarrillo    | Nomadi            |

Nota: in grassetto i finalisti

### Sezione Big - Fase finale
| nome               | Punti |
| ------------------ | ----- |
| Aleandro Baldi     | 770   |
| Matia Bazar        | 750   |
| Irene Fargo        | 710   |
| Franco Fasano      | 707   |
| Francesca Alotta   | 701   |
| Biagio Antonacci   |       |
| Michele Zarrillo   |       |
| Cristiano De Andrè |       |
| Patrizia Bulgari   |       |
| Mariella Nava      |       |
| New Trolls         |       |
| Marco Ferradini    |       |

### Sezione Giovani
Giampaolo Bertuzzi, Stefano Bozzetti, Elvi Cosentino, Stefano Polo, 883, Gatto Panceri, Renato Costa, Simona Pirone, Lao Tocchio, Giovanni Danieli, Alessandro Canino, Marcello Pieri, Giovanni Giusto, Paolo Marino, Nico, Phil e Chris Fonseca, Lorenzo Zecchino, Stefano Pieroni, Cliò, Lele Gaudì, Lanfranco Carnacina, Roberto Esposito, Danilo Amerio, Andrea Liberovici, Tiromancino, Anna Chigi.